# Durendal

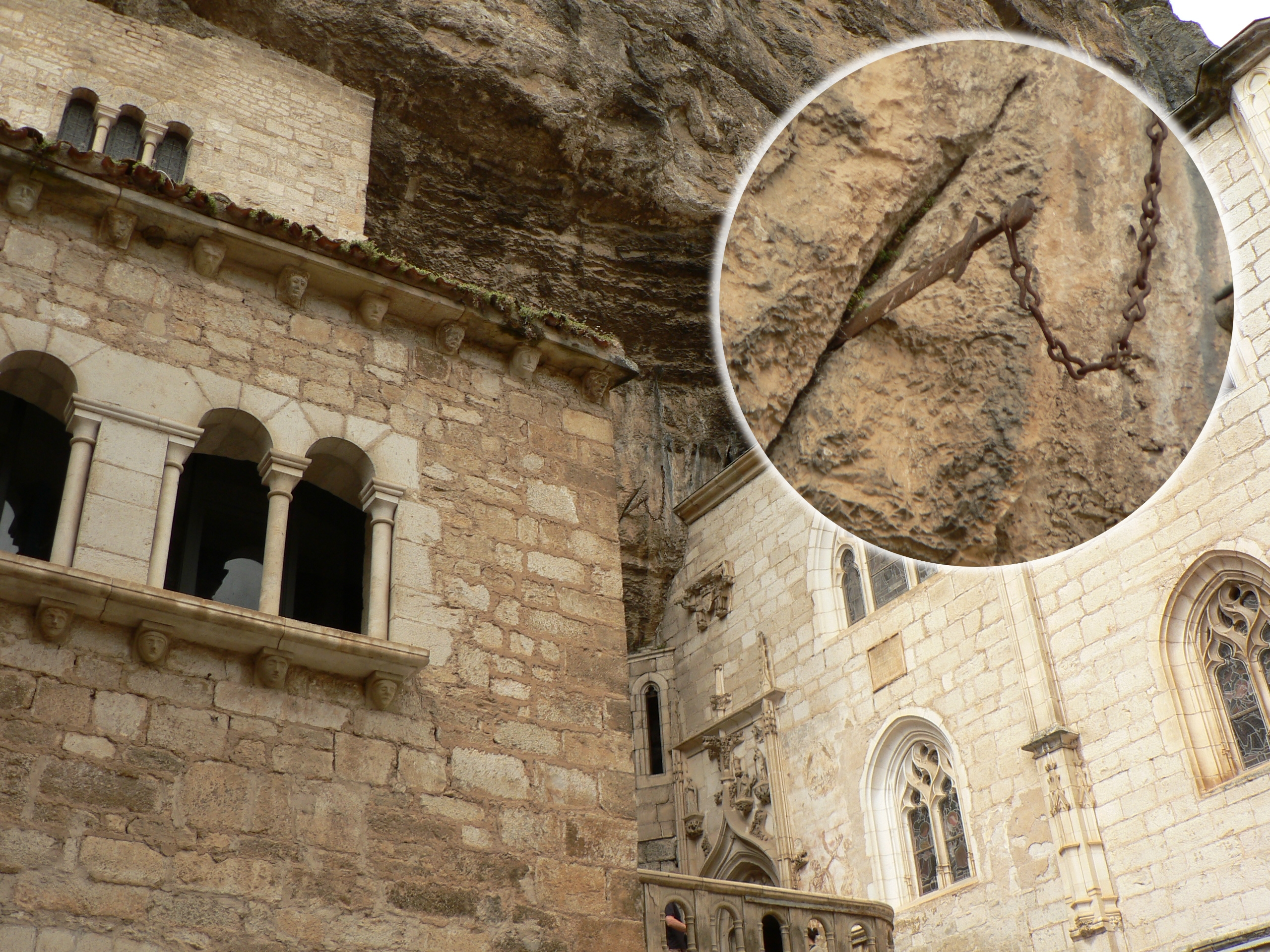
Zwaard dat doorgaat voor Durendal in Rocamadour

Durendal is het magische onbreekbare zwaard dat volgens het Roelandslied toebehoord zou hebben aan ridder Roland. Volgens Ludovico Ariosto's Orlando Furioso zou het zwaard ooit toebehoord hebben aan Karel de Grote, Hector van Troje en aan Roeland gegeven zijn door Maugris (Maugis, Malegijs).
In het Chanson de Roland wordt verteld dat het zwaard Durendal in zijn pommel een tand van Petrus, bloed van Basilius de Grote, haar van Dionysius van Parijs en een stuk van de kleren van Maria bevatte.
In de roman Galien Rethore wordt uitgelegd dat het zwaard Durendal onbreekbaar was, omdat de namen van God erin gegraveerd waren tijdens het smeden van het zwaard.
Volgens sommige volksverhalen bestaat het zwaard nog steeds en wordt het bewaard in Rocamadour. Op zaterdag 22 juni 2024 zou het spoorloos verdwenen zijn.